# Borel-Cantellis lemmaer
I målteorien og sandsynlighedsteorien er Borel-Cantellis lemmaer to lemmaer, der udtaler sig om følger af hændelser (eller mere generelt mængder). Resultaterne er opkaldt efter den franske matematiker Émile Borel og den italienske Francesco Paolo Cantelli.
For et målrum (X, F, μ) siger det første Borel-Cantelli-lemma, at hvis (An) er en følge af mængder i F med
{\displaystyle \sum _{n=1}^{\infty }\mu (A_{n})<\infty ,}
så gælder
{\displaystyle \mu (\limsup _{n}A_{n})=0,}
hvor "lim sup" er limes superior. Resultatet gælder specielt i et sandsynlighedsrum (X, F, P), hvor det altså siger, at hvis summen af sandsynligheden af en række hændelser An er endelig, da er sandsynligheden for, at uendeligt mange af dem indtræffer lig nul. Hvis for eksempel (Xn) er en følge af stokastiske variable med P(Xn = 0) = 1/n², så er summen af alle P(Xn = 0) endelig (og faktisk lig π²/6 – se Riemanns zetafunktion), og lemmaet siger, at sandsynligheden for, at Xn = 0 for uendeligt mange n er lig 0. Med andre ord er Xn lig 0 næsten sikkert for alle på nær endeligt mange n.
Et andet resultat er det andet Borel-Cantelli-lemma, der siger, at det modsatte delvist gælder: Hvis En er uafhængige hændelser og summen af sandsynlighederne for En divergerer mod uendelig, så er sandsynligheden for, at uendeligt mange af hændelserne indtræffer lig 1.
Antagelsen om uafhængighed kan svækkes til parvis uafhængighed, hvilket dog er sværere at vise. Sætningen om uendeligt mange aber er et specialtilfælde af dette lemma.